# Cải cách tư pháp México 2024
Cải cách tư pháp México 2024 là các sửa đổi hiến pháp nhằm cải tổ hệ thống tư pháp của México. Sửa đổi hiến pháp quy định thẩm phán do Quốc hội lựa chọn và được bầu trực tiếp thay vì được bổ nhiệm, nhiệm kỳ của thẩm phán là chín năm và thẩm phán có thể được tái cử. Sửa đổi hiến pháp giảm số lượng thẩm phán Tòa án tối cao từ 11 xuống 9 thẩm phán và giảm nhiệm kỳ của thẩm phán xuống 12 năm. Cải cách cũng cho phép thành lập các tòa án ẩn danh, thành lập một cơ quan giám sát tư pháp mới và giảm đáng kể lương bổng của các thẩm phán. Sau khi sửa đổi hiến pháp được thông qua, México trở thành quốc gia đầu tiên bầu ra tất cả các thẩm phán.
Cải cách tư pháp được Phong trào Phục hưng Quốc gia cầm quyền đề xuất với mục tiêu xóa bỏ tham nhũng trong ngành tư pháp. Các đảng đối lập, thẩm phán và tổ chức quốc tế chỉ trích cải cách tư pháp là đe dọa đến sự độc lập của tư pháp. Các cuộc biểu tình, đình công phản đối cải cách tư pháp nổ ra trên cả nước, dẫn đến người biểu tình xông vào Thượng viện vào ngày biểu quyết dự luật.
Sửa đổi hiến pháp được Quốc hội khóa LXVI thông qua và được quá nửa các nghị viện tiểu bang phê chuẩn trong thời gian thần tốc. Tổng thống Andrés Manuel López Obrador công bố sửa đổi hiến pháp vào ngày 15 tháng 9.

## Bối cảnh
Trong suốt nhiệm kỳ của mình, Tổng thống Andrés Manuel López Obrador thường xuyên xung đột với ngành tư pháp và cáo buộc ngành tư pháp cản trở hoạt động của chính phủ bằng cách ban hành lệnh amparos đối với những dự án cơ sở hạ tầng của ông, chẳng hạn như Đường sắt Maya. López Obrador tuyên bố ngành tư pháp chịu sự chi phối của một nhóm thiểu số đồng lõa với tội phạm kinh tế và bị các tác nhân bên ngoài ảnh hưởng. Ngày 1 tháng 9 năm 2023, ông tuyên bố sẽ thực hiến cải cách tư pháp nhằm loại bỏ xung đột lợi ích và tham nhũng, đề xuất bầu trực tiếp các thẩm phán.
Ngày 5 tháng 2 năm 2024, López Obrador công bố kế hoạch sửa đổi hiến pháp, được gọi là "Kế hoạch C", bao gồm cải cách tư pháp. Sửa đổi hiến pháp phải được ít nhất hai phần ba số hạ nghị sĩ và thượng nghị sĩ biểu quyết tán thành.
Trong cuộc tổng tuyển cử năm 2024, Claudia Sheinbaum tuyên bố sẽ thông qua "Kế hoạch C" nếu liên minh của bà giành được đa số hai phần ba tại Quốc hội. Liên minh của bà, bao gồm Phong trào Phục hưng Quốc gia, Đảng Lao động và Đảng Xanh Sinh thái México, giành được 364 trong số 500 ghế tại Hạ viện và 83 trong số 128 ghế tại Thượng viện, thiếu ba ghế. Ngày 28 tháng 8, hai thượng nghị sĩ của Đảng Cách mạng Dân chủ rời khỏi đảng, làm giảm số ghế thiếu hụt xuống chỉ còn một ghế.
Ngay sau khi thắng cử, tân tổng thống Sheinbaum cam kết ưu tiên cải cách tư pháp. Từ ngày 14 đến ngày 16 tháng 6 năm 2024, ba cuộc thăm dò ý kiến cho thấy khoảng 80% số người trả lời ủng hộ cải cách tư pháp nhưng chỉ một nửa số người trả lời biết về đề xuất này trước khi được hỏi. Từ ngày 27 tháng 6 đến ngày 8 tháng 8, Sheinbaum và các nghị sĩ của Phong trào Phục hưng Quốc gia Morena tổ chức chín diễn đàn thảo luận về các khía cạnh khác nhau của cải cách tư pháp.

## Lịch sử lập pháp

### Hạ viện
Đề xuất cải cách tư pháp được trình trước Ủy ban Hiến pháp của Hạ viện vào cuối Quốc hội khóa LXV. Ngày 26 tháng 8 năm 2024, Ủy ban Hiến pháp biểu quyết trình cải cách tư pháp trước toàn thể Hạ viện với 22 phiếu thuận và 16 phiếu chống.
Nào ngày 31 tháng 8, một thẩm phán ban hành lệnh amparo ngăn chặn Quốc hội thảo luận hoặc biểu quyết về đề xuất cải cách tư pháp.
Ngày 1 tháng 9, Quốc hội khóa LXVI họp lần đầu tiên và tiến hành lần đọc thứ nhất về cải cách tư pháp. Nhóm nghị sĩ Đảng Cách mạng Thể chế do Rubén Moreira đứng đầu rời khỏi hội trường và tuyên bố việc tiến hành lần đọc thứ nhất là trái pháp luật do đang có lệnh amparo. Ricardo Monreal của nhóm nghị sĩ Phong trào Phục hưng Quốc gia phản bác rằng lệnh amparo không áp dụng đối với sửa đổi hiến pháp.
Ngày 3 tháng 9, phiên thảo luận về cải cách tư pháp dự kiến được tổ chức tại Cung điện Lập pháp San Lázaro nhưng phải chuyển đến một phòng tập thể dục do các thẩm phán và sinh viên biểu tình chặn lối vào. Phiên thảo luận bắt đầu lúc 16:00 CST. Ngày 4 tháng 9 năm 2024, đại cương sửa đổi hiến pháp được thông qua với 359 phiếu thuận và 135 phiếu chống, các phiếu chống thuộc về các Đảng Hành động Quốc gia, Đảng Cách mạng Thể chế, Đảng Cách mạng Dân chủ và Phong trào Công dân.
Sau khi được thông qua, đại cương của cải cách tư pháp được sửa đổi, bổ sung một số điều, ví dụ như quy định bình đẳng giới và ngôn ngữ bao dung, cho phép thẩm phán tiếp tục hành nghề luật sau khi hết nhiệm kỳ và bảo đảm chế độ nghỉ hưu của thẩm phán. Dự thảo cuối cùng của sửa đổi hiến pháp được thông qua với 357 phiếu thuận và 130 phiếu chống

### Thượng viện
Ngày 8 tháng 9 năm 2024, Ủy ban Nghiên cứu lập pháp và Hiến pháp của Thượng viện biểu quyết trình đề xuất cải cách tư pháp trước toàn thể Thượng viện với 25 phiếu thuận và 12 phiếu chống.

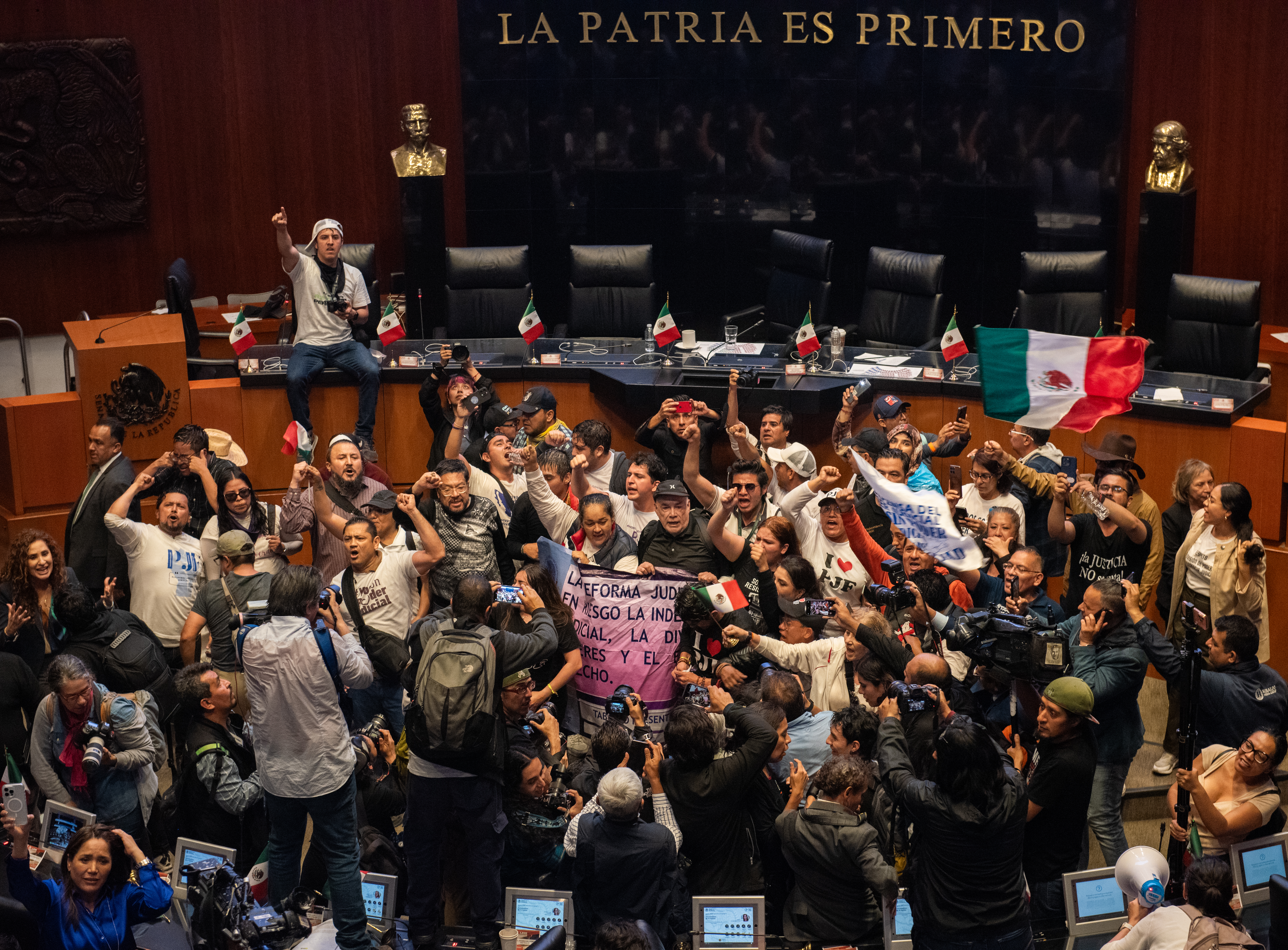
Người biểu tình tại hội trường Thượng viện vào ngày 10 tháng 9

Ngày 10 tháng 9, Thượng viện tiến hành lần đọc đầu tiên về cải cách tư pháp. Hai thượng nghị sĩ Daniel Barreda và Miguel Ángel Yunes Márquez không tham dự phiên họp. Phong trào Công dân đề nghị tạm nghỉ với lý do Barreda và cha của ông bị bắt nhưng Adán Augusto López xác minh không phải là vậy sau khi gọi điện thoại với Barreda. Yunes Márquez nộp đơn xin vắng mặt và được Miguel Ángel Yunes Linares thay thế.
Phiên thảo luận về cải cách tư pháp bắt đầu lúc 14:30 CST nhưng bị gián đoạn khi người biểu tình xông vào Thượng viện. Thượng viện họp lại tại một địa điểm khác lúc 19:00 CST với sự bảo vệ của cảnh sát thành phố Mexico. Yunes Márquez trở lại Thượng viện và  tuyên bố sẽ biểu quyết tán thành cải cách trái với lập trường của đảng ông. Tại bục Thượng viện, các thượng nghị sĩ đối lập lên tiếng phản đối cải cách tư pháp và việc Daniel Barreda không thể tham dự phiên họp vì phải đi Campeche để giải quyết vụ bắt giữ cha mình. Sửa đổi hiến pháp được thông qua với kết quả biểu quyết là 86–41 vào khoảng 04:00 CST sáng ngày 11 tháng 9.

### Phê chuẩn
Sau khi được Quốc hội thông qua, cải cách tư pháp được gửi đến các cơ quan lập pháp tiểu bang để xem xét phê chuẩn. Sửa đổi hiến pháp phải được ít nhất quá nửa số tiểu bang phê chuẩn. Oaxaca là tiểu bang đầu tiên phê chuẩn sửa đổi hiến pháp vào ngày 11 tháng 9 năm 2024, chỉ vài giờ sau khi Thượng viện thông qua sửa đổi hiến pháp; trong vòng 24 giờ, 17 tiểu bang khác phê chuẩn sửa đổi hiến pháp, việc phê chuẩn chủ yếu được thực hiện theo trình tự rút gọn. Querétaro là tiểu bang đầu tiên bác bỏ sửa đổi hiến pháp, hai ngày sau Jalisco cũng bác bỏ sửa đổi hiến pháp. 
Ngày 12 tháng 9, Zacatecas trở thành tiểu bang thứ 17 phê chuẩn sửa đổi hiến pháp. Việc phê chuẩn được hoàn tất trong vòng chưa đầy 24 giờ, phá vỡ kỷ lục trước đó là 45 giờ của cải cách năng lượng năm 2013.
Ngày 13 tháng 9, Thượng viện và Hạ viện họp liên tịch để chính thức trình sửa đổi hiến pháp lên Tổng thống López Obrador công bố. Vào thời điểm đó, 23 cơ quan lập pháp tiểu bang đã phê chuẩn cải cách tư pháp. Tất cả các hạ nghị sĩ và thượng nghị sĩ đối lập đều tẩy chay phiên họp liên tịch.
Ngày 15 tháng 9, ngay trước lễ Hiệu triệu của Dolores hàng năm, Tổng thống López Obrador công bố sửa đổi hiến pháp trước sự chứng kiến của tân tổng thống Claudia Sheinbaum.
| Nghị viện           | Ngày       | Kết quả | Kết quả biểu quyết Tán thành/Không tán thành/Trắng |
| ------------------- | ---------- | ------- | -------------------------------------------------- |
| Oaxaca              | 11 tháng 9 | Có      | 42–0–0                                             |
| Tabasco             | 11 tháng 9 | Có      | 24–8–0                                             |
| Quintana Roo        | 11 tháng 9 | Có      | 21–4–0                                             |
| Veracruz            | 11 tháng 9 | Có      | 32–11–0                                            |
| Querétaro           | 11 tháng 9 | Không   |                                                    |
| Baja California Sur | 11 tháng 9 | Có      | 19–2–0                                             |
| Nayarit             | 11 tháng 9 | Có      | 24–6–0                                             |
| Colima              | 11 tháng 9 | Có      | 18–5–0                                             |
| Yucatán             | 11 tháng 9 | Có      | 19–16–0                                            |
| Morelos             | 11 tháng 9 | Có      | 14–6–0                                             |
| Durango             | 11 tháng 9 | Có      | 19–6–0                                             |
| Baja California     | 11 tháng 9 | Có      | 20–5–0                                             |
| Tlaxcala            | 11 tháng 9 | Có      | 21–4–0                                             |
| Puebla              | 11 tháng 9 | Có      | 28–10–0                                            |
| Campeche            | 11 tháng 9 | Có      | 22–5–0                                             |
| Sinaloa             | 11 tháng 9 | Có      | 31–1–0                                             |
| Guerrero            | 12 tháng 9 | Có      | 33–9–4                                             |
| Zacatecas           | 12 tháng 9 | Có      | 17–12–0                                            |
| Tamaulipas          | 12 tháng 9 | Có      | 20–10–1                                            |
| Thành phố Mexico    | 12 tháng 9 | Có      | 46–20–0                                            |
| Mexico              | 12 tháng 9 | Có      | 54–20–1                                            |
| Sonora              | 12 tháng 9 | Có      | 27–6–0                                             |
| Jalisco             | 13 tháng 9 | Không   | 10–26–2                                            |
| Hidalgo             | 13 tháng 9 | Có      | 24–6–0                                             |
| San Luis Potosí     | 13 tháng 9 | Có      | 19–7–0                                             |

## Nội dung

### Bầu cử thẩm phán
Sửa đổi hiến pháp quy định các thẩm phán liên bang được bầu trực tiếp, kể cả thẩm phán Tòa án tối cao. Nhiệm kỳ của thẩm phán không phải là thẩm phán Tòa án tối cao là chín năm và thẩm phán có thể được tái cử một nhiệm kỳ liên tiếp.
Cơ quan bầu cử quốc gia có nhiệm vụ tổ chức bầu cử thẩm phán. Ứng cử viên thẩm phán tranh cử không được nhận tiền nhà nước hoặc tư nhân, mua quảng cáo hoặc nhờ các đảng vận động tranh cử.
Ứng cử viên thẩm phán phải có quốc tịch México khi sinh ra, không có tiền án nghiêm trọng, có bằng luật với điểm trung bình tối thiểu là 8, có ít nhất năm năm kinh nghiệm chuyên môn, nộp các bài luận về các chủ đề pháp lý có liên quan và cung cấp năm thư giới thiệu. Ứng cử viên không được giữ chức vụ thành viên Nội các, tổng chưởng lý, tổng thống, hạ nghị sĩ, thượng nghị sĩ hoặc thống đốc trong vòng một năm trước cuộc bầu cử.
Một cuộc bầu cử đặc biệt dự kiến được tổ chức vào năm 2025 để bầu ra các thẩm phán Tòa án tối cao mới và một nửa số thẩm phán khác. Nửa còn lại sẽ được bầu ra vào năm 2027.

### Tòa án ẩn danh
Sửa đổi hiến pháp cho phép thành lập tòa án ẩn danh để xét xử các vụ án liên quan đến tội phạm có tổ chức. Điều khoản này được Hạ viện bổ sung theo đề xuất của López Obrador.

### Giám sát tư pháp
Sửa đổi hiến pháp thành lập Tòa án Kỷ luật Tư pháp thay thế Hội đồng Tư pháp Liên bang, gồm năm thành viên được bầu trực tiếp với một nhiệm kỳ sáu năm. Các thành viên sẽ luân phiên làm chủ tịch Tòa án Kỷ luật Tư pháp theo thứ tự số phiếu bầu. Tòa án Kỷ luật Tư pháp có quyền phạt, đình chỉ chức vụ hoặc cách chức thẩm phán. Quyết định của Tòa án Kỷ luật Tư pháp không thể kháng cáo.

### Tòa án tối cao
Số lượng thẩm phán Tòa án tối cao giảm từ 11 xuống 9 thẩm phán và nhiệm kỳ của thẩm phán giảm từ 15 xuống 12 năm. Nhiệm kỳ của chủ tịch Tòa án tối cao giảm xuống hai năm và các thẩm phán luân phiên làm chủ tịch theo thứ tự số phiếu bầu của họ.

### Lương bổng
Sửa đổi hiến pháp quy định mức lương của thẩm phán không được vượt quá mức lương của tổng thống. Thẩm phán nghỉ hưu sẽ nhận được ba tháng lương và 20 ngày lương cho mỗi năm giữ chức vụ.

## Kiện tụng
Ngày 7 tháng 10 năm 2024, Đảng Hành động Quốc gia đệ đơn khiếu nại cải cách tư pháp vi phạm hiến pháp. Sau đó, Đảng Cách mạng Thể chế, các nghị sĩ đối lập của Nghị viện Zacatecas, Phong trào Công dân và đảng Đoàn kết Dân chủ Coahuila đệ đơn khiếu nại vi phạm hiến pháp. Những đơn khiếu nại này được hợp nhất thành một đơn khiếu nại.
Ngày 28 tháng 10 năm 2024, Thẩm phán Tòa án tối cao Juan Luis González Alcántara Carrancá công bố một dự thảo quyết định tuyên bố việc bầu trực tiếp các thẩm phán liên bang trái với hiến pháp nhưng giữ nguyên việc bầu trực tiếp thẩm phán Tòa án tối cao. Quốc hội và Tổng thống Claudia Sheinbaum tuyên bố Tòa án tối cao không có quyền xem xét tính hợp hiến của sửa đổi hiến pháp và sẽ không chấp hành phán quyết của Tòa án tối cao.
Ngày 5 tháng 11 năm 2024, Tòa án tối cao bắt đầu thảo luận về dự thảo quyết định. Các thẩm phán Lenia Batres, Yasmín Esquivel và Loretta Ortiz phản đối quyết định, trong khi thẩm phán Alberto Pérez Dayán cũng cho rằng Tòa án tối cao không có thẩm quyền xem xét tính hợp hiến của sửa đổi hiến pháp. Ngày 6 tháng 11, Tòa án tối cao biểu quyết không chấp nhận dự thảo quyết định và giữ nguyên sửa đổi hiến pháp với bảy phiếu thuận và bốn phiếu chống.

## Phân tích
Tháng 5 năm 2024, Hiệp hội Luật sư México, Trường Luật Stanford và think tank Đối thoại liên Mỹ tuyên bố rằng "việc bầu thẩm phán làm tổn hại đến sự độc lập và công bằng của hệ thống tư pháp".
Tháng 7 năm 2024, báo cáo viên đặc biệt của Liên Hợp Quốc về sự độc lập của thẩm phán và luật sư Margaret Satterthwaite gửi thư tới chính phủ Mexico cảnh báo rằng cải cách tư pháp "có thể làm suy yếu sự độc lập của ngành tư pháp México". Bà đặc biệt quan ngại về việc "chính phủ và Quốc hội công kích một số thẩm phán và can thiệp vào sự độc lập của tư pháp" và nhận xét rằng đề xuất cải cách tư pháp có thể "làm tăng nguy cơ các ứng cử viên thẩm phán cố gắng làm hài lòng cử tri hoặc những người tài trợ chiến dịch của họ để được tái cử thay vì đưa ra quyết định căn cứ vào vào các chuẩn mực, tiêu chuẩn tư pháp". Bà tiếp tục trình bày chi tiết về tác động tiềm tàng của đề xuất sửa đổi hiến pháp đối với sự độc lập của tư pháp và việc tuân thủ pháp luật quốc tế về nhân quyền.
Tổ chức Theo dõi Nhân quyền tuyên bố rằng cải cách tư pháp sẽ làm suy yếu nghiêm trọng sự độc lập của tư pháp và vi phạm các tiêu chuẩn nhân quyền quốc tế về quyền được xét xử công bằng, cho rằng các thẩm phán phải có nhiệm kỳ ổn định và không bị can thiệp chính trị và đặc biệt nhấn mạnh rằng các phiên tòa do "thẩm phán giấu mặt" tiến hành là trái với quyền được xét xử công bằng.
Trong thông cáo báo chí vào ngày 12 tháng 9 năm 2024, Ủy ban Nhân quyền liên Mỹ, cơ quan nhân quyền độc lập của Tổ chức các quốc gia châu Mỹ, bày tỏ "mối quan ngại sâu sắc" về cải cách tư pháp. Ủy ban cho rằng quá trình sửa đổi hiến pháp "vội vã" đã không lấy ý kiến của một số bên nhất định và đề xuất cải cách không tính đến các mối đe dọa của tội phạm có tổ chức tại México cũng như nguy cơ các thành phần tội phạm can thiệp vào việc bầu cử thẩm phán. Ủy ban cũng chỉ ra rằng quy chế tòa án ẩn danh là trái với Công ước châu Mỹ về Nhân quyền mà México là quốc gia ký kết và kêu gọi México đảm bảo rằng cải cách tư pháp phù hợp với Công ước châu Mỹ về Nhân quyền và các tiêu chuẩn về sự độc lập của tư pháp, quyền tiếp cận công lý của Tây Bán cầu. Ủy ban cũng kêu gọi đối thoại với sự tham gia của tất cả các bên liên quan trước bối cảnh các cuộc biểu tình, căng thẳng về cải cách tư pháp.

## Phản ứng

### Trong nước

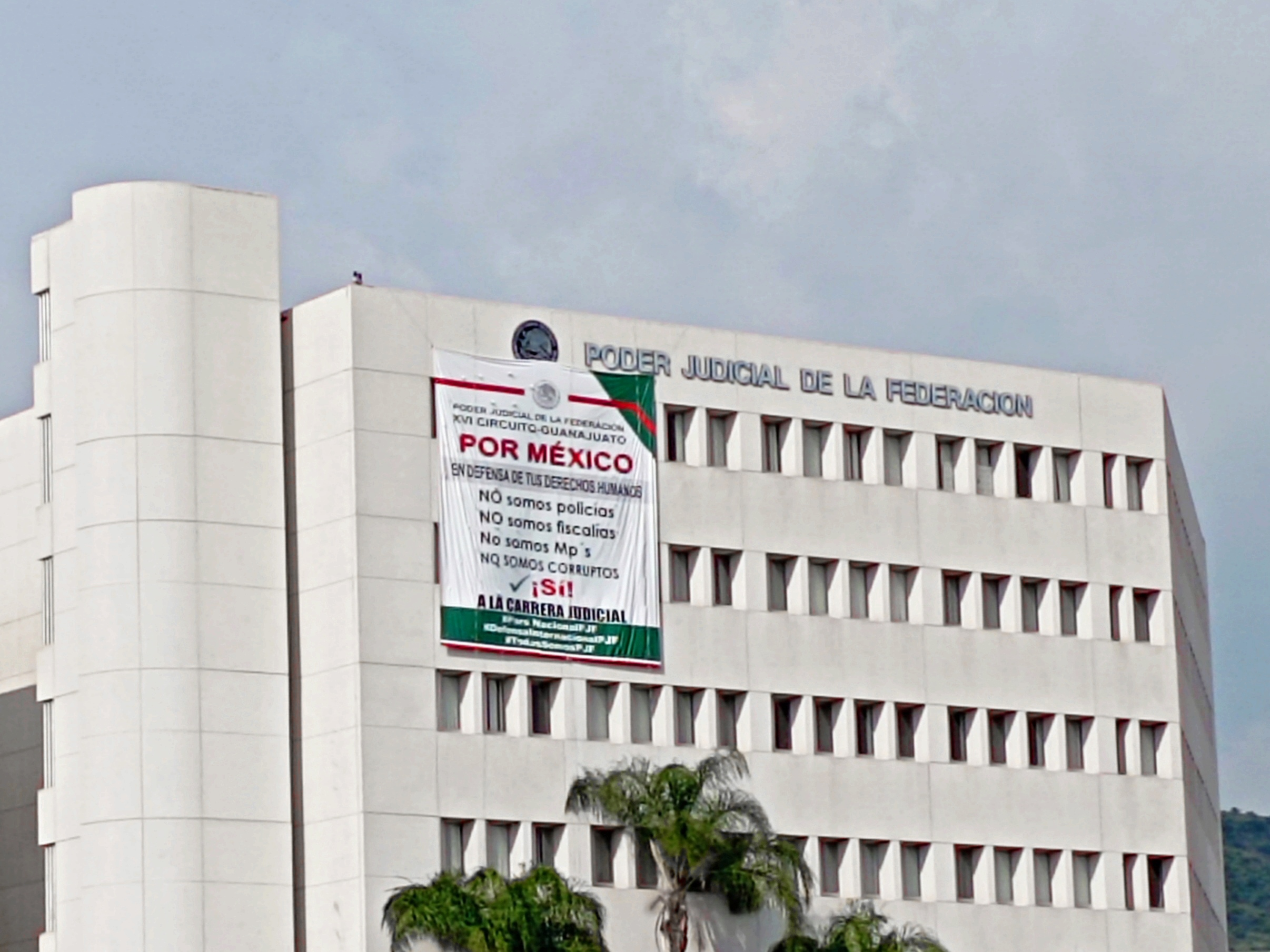
Biểu ngữ phản đối cải cách tư pháp tại Guanajuato, Gto.

Trên tờ Financial Times, tân tổng thống Claudia Sheinbaum tuyên bố ủng hộ đề xuất cải cách tư pháp của López Obrador.
Ngày 19 tháng 8 năm 2024, các thẩm phán liên bang quyết định đình công để phản đối dự thảo sửa đổi hiến pháp.

### Quốc tế
Đại sứ Hoa Kỳ tại Mexico Ken Salazar cho rằng cải cách tư pháp phương hại đến nền dân chủ của México và quan hệ thương mại giữa México và Hoa Kỳ. Ngày 27 tháng 8, Tổng thống López Obrador tạm dừng quan hệ ngoại giao với đại sứ quán Hoa Kỳ và Canada sau khi hai nước chỉ trích cải cách tư pháp.